# Romain, Marne

Romain este o comună în departamentul Marne, Franța. În 2009 avea o populație de 317 de locuitori.